# Lajala
Lajala es un barrio rural  del municipio filipino de primera categoría de Corón perteneciente a la provincia  de Paragua en Mimaro,  Región IV-B.

## Geografía
Forman este  barrio la isla de Usón y un conjuro de islotes islas situadas al sur de Isla Busuanga, donde se encuentra su ayuntamiento y al oeste de  Isla de Corón, todas pertenecientes al  Grupo Calamian situado a medio camino entre las islas de Mindoro (San José) y de Paragua (Puerto Princesa),  el Mar de la China Meridional a poniente y el mar de Joló a levante.  Forman parte de este grupo la isla de  Culión y otras menores.
La sede de este barrio se encuentra  en la isla de Usón, comprendiendo además los islotes adyacentes de Malapina, Vega, Pedraza, Dibuyod, Cabilauán, Dinanglet, Marinón (Marina), CYC, ...
Este grupo de islas  linda al norte con la isla de Baqued en el barrio de Guadalupe y también con el puerto de Corón, (Coron Harbor) en isla Busuanga; al sur con la bahía de Corón frente a la isla de Culión; al este con Isla de Corón donde se encuentran los  barrios de Banuang Daán y de Cabugao, con la isla de Delián;  y al oeste con la isla de Apo en  el barrio de Bintuán.
En isla Usón se encuentra el sitio de Bancuán.

### Demografía
El barrio  de Lajala contaba  en mayo de 2010 con una población de 1.266  habitantes.